# انتخابات الرئاسة السلفادورية 2004
انتخابات الرئاسة السلفادورية 2004 هي الانتخابات الرئاسية التي جرت في 21 مارس 2004، لانتخاب رئيس السلفادور، فاز بالانتخابات أنطونيو سقا.